# 束腰 (中国传统建筑术语)

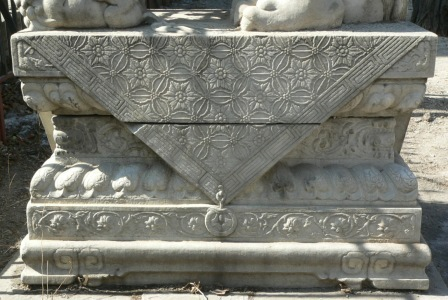
须弥座的束腰

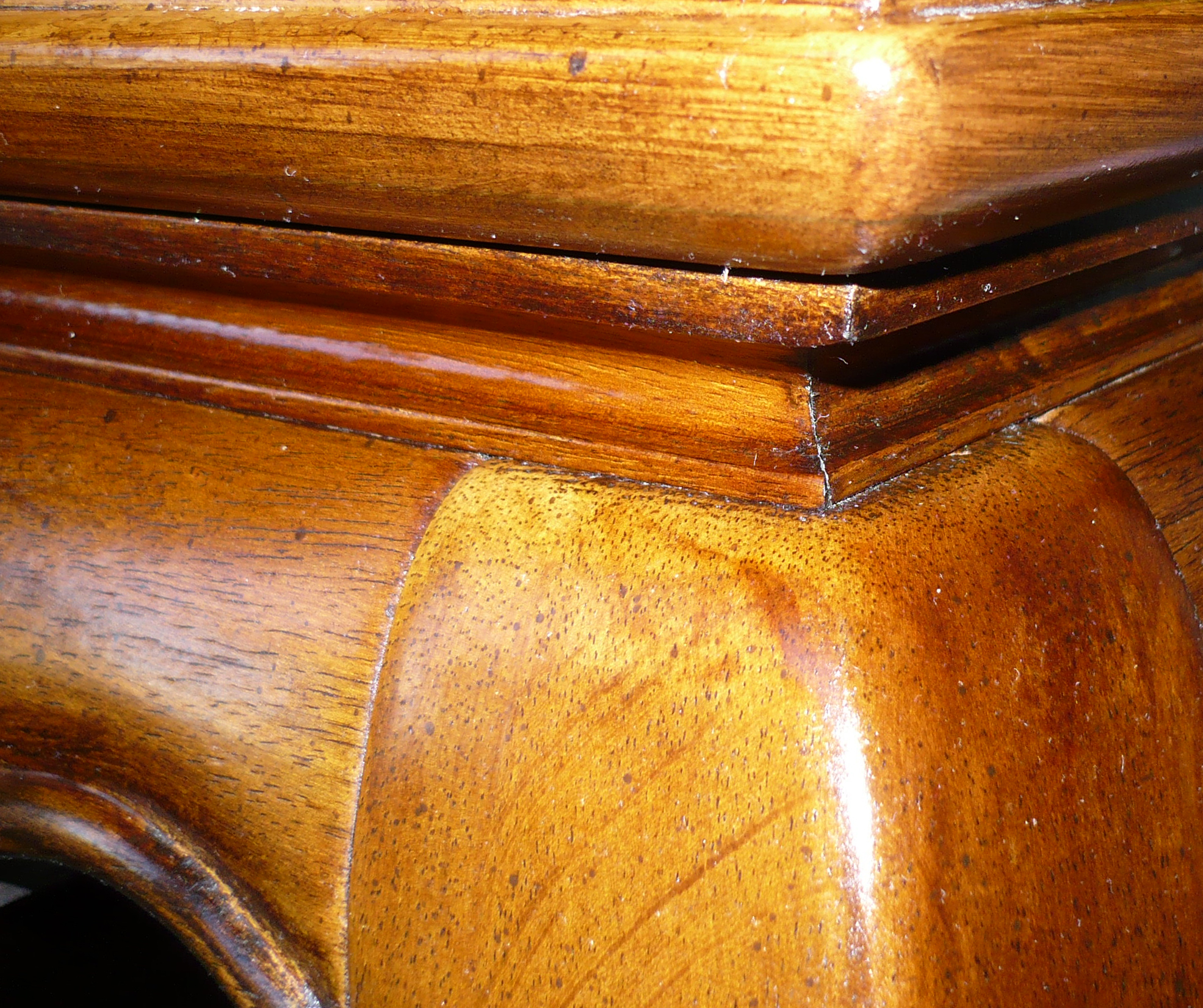
桌子束腰

束腰，中国传统建筑术语，来自须弥座。亦傳播到漢字文化圈其他地區。
须弥座，上下宽，中间逐层受窄，最细的一层称为束腰。
宋李诫《营造法式》的须弥坐的规范：“叠砌须弥坐之制：共高一十三砖，以二砖并立，以此为例。自下一层与地平，上施单混肚砖一层，次上牙角砖一层，比混肚砖下龈收入一寸。次上罨牙砖一层，比牙角出三分。次上合莲砖一层，比罨牙砖收入一寸五分。次上束腰砖一层，比合莲下龈收入一寸。次上仰莲砖一层，比束腰出七分。次上壶门柱子砖三层，柱子比仰莲收入一寸五分。次上罨涩砖一层，比柱子出一分。次上上方涩平砖两层，比罨涩出五分。”
束腰术语也通用于中国古典家具业，中国古典家具如桌面，凳面层中间收窄的一层，称为束腰，束腰之下层是托腮，束腰之上是盘沿。。